# Весёло-Терновская волость
Весёлотерновская (Весёло-Терновская) волость — административно-территориальная единица Верхнеднепровского и Криворожского уездов Екатеринославской губернии с центром в слободе Весёлые Терны.

## История
По состоянию на 1886 год входила в третий стан Верхнеднепровского уезда.
В марте 1922 года из части территорий образована Долгинцевская волость.
Волость упразднена 7 марта 1923 года, её территория вместе с территориями Ново-Криворожской, Богоблагодатовской и Софиево-Гейковской волостей вошла в состав новосозданного Криворожского района Криворожского округа.

## Характеристика
В составе было 13 поселений, 13 общин. Население в пределах волостной территории 5318 человек (2687 мужского пола и 2731 женского), 720 дворовых хозяйств.

### Поселения
На 1886 год:
- Весёлые Терны — слобода при реке Саксагань, 613 человек, православная церковь;
- Гринфельд (Зеленополье) — немецкая колония при источниках в балке Крутой, 223 человека;
- Недайводы (Авдотьевка) — село при реке Ингулец, 626 человек;
- Новопавловка — слобода при реке Саксагань, 719 человек, синагога;
- Покровское (Запорожье, Ущелье, Шмаково) — слобода при реке Саксагань, 368 человек;
- Шенфельд — немецкая колония при реке Саксагань, 198 человек.

Другие поселения:
- Екатериновка (Долгинцево);
- Вечерний Кут (Петровское);
- Поповка;
- Божедаровка;
- Григорьевка (Котишина);
- Братская Семёновка (Коломийцева);
- Оленевка;
- Новопокровка;
- Фёдоровка (Оболоновка);
- Братско-Семёновское;
- Терноватый Кут;
- Весёло-Павловское;
- Романовский.

### Церкви
- Архангело-Михайловская церковь в слободе Весёлые Терны.